# Риден (Айфель)
Риден (нем. Rieden) — община в Германии, в земле Рейнланд-Пфальц.
Входит в состав района Майен-Кобленц. Подчиняется управлению Мендиг. Население составляет 1326 человек (на 31 декабря 2010 года). Занимает площадь 9,10 км².